# 民主街道 (吉林市)
民主街道，是中华人民共和国吉林省吉林市昌邑区下辖的一个街道办事处。

## 行政区划
民主街道下辖以下地区：
工字楼社区、运河里社区、铁新建社区和铁安里社区。